# Зонтаг, Анна Петровна
А́нна Петро́вна Зо́нтаг, урождённая Юшкова (6 [17] июля 1785, село Мишенское, Белёвский уезд, Тульская губерния — 18 [30] марта 1864, там же) — русская писательница, переводчица. Племянница В. А. Жуковского, сестра Авдотьи Елагиной.

## Биография
Родилась 6 (17) июля 1785 при исключительных обстоятельствах. Семейства Буниних и Юшковых отправились из Мишенского в Москву. Отъехав только 30 вёрст, Варвара Афанасьевна родила раньше срока девочку возле большой дороги в сарае. Марья Григорьевна Бунина взяла девочку к себе и выходила её. 
Ранние годы провела в Мишенском вместе с В. А. Жуковским. Преподаватель из тульского училища Феофилакт Гаврилович Покровский учил и Жуковского, и Анну Юшкову. Кроме него, в доме были французские гувернантки. В 1797 году умерла мать Анны Петровны. Младшая сестра Варвары Афанасьевны, Екатерина Афанасьевна Протасова отчасти заменяла мать девочкам Юшковым. В 1809 году умер отец Анны, в следующем году умерла бабушка. Имение Мишенское, согласно завещанию покойной Буниной, перешло к Анне Петровне.
В год нашествия французов Анна Петровна и Екатерина Петровна поехали в Москву разузнать, что там делается. После Бородинского сражения Юшковы испугались сдачи Москвы и решили снова уехать в деревню. 
В 1817 году познакомилась с офицером Егором Васильевичем Зонтагом, за которого вышла замуж в 1817 году и переехала с мужем в Николаев. Жуковский в одном из своих писем после того, как он впервые познакомился с Зонтагом, писал ей: 
Милая сестра. Я возвратился на родину и первое явление перед глазами моими был Зонтаг. Увидя его, я в минуту понял, как могли вы так скоро решиться за него выйти. Я сам то же бы сделал на вашем месте. Не знаю человека, которого бы можно было так скоро полюбить, как этого милого Зонтага.
Семейная жизнь сложилась счастливо. Супруги Зонтаг жили в Николаеве, Крыму и Одессе. Там Егор Васильевич был начальником над портом и управляющим карантином. Зонтаги принадлежали к обществу генерал-губернатора Воронцова и его жены, которое состояло из людей образованных, но несколько чопорных. Анна Петровна была также близка с Варварой Дмитриевной Казначеевой, которая устраивала у себя литературные вечера. На этих вечерах бывал Пушкин. 
Егор Зонтаг скончался в 1841 году, после чего она возвратилась в Мишенское, где и прожила до конца своей жизни. Жуковский позаботился о материальном положении вдовы и её дочери. Жалуясь на одиночество, она писала: 
Да и кто захочет заехать ко мне? Живу я хуже бабы-яги, потому что хотя доброго молодца и напою, и накормлю, и спать положу, но в баньку не свожу, ибо в моей бане разломана печь… Ещё же не похожа на бабу-ягу потому, что она сидит, протянувшись из угла в угол и наполняет собою весь дом свой, а я живу, прижавшись в уголок моего маленького дома так, что меня не видно. И если б иногда в почтовый день не скрипело моё перо, то меня было бы не слышно.
Во время Севастопольской кампании поддерживала сношения с осаждёнными в Севастополе, среди которых было много знакомых ей моряков. Она редко уезжала из Мишенского. В 1860 году ездила, по просьбе дочери, за границу.
Скоропостижно скончалась 18 (30) марта 1864, 78 лет от роду.
Дочь её Мария Зонтаг вышла замуж за Гутмансталя, австрийского консула в Одессе. 

## Литературная деятельность
Известна как автор многих детских книг, оригинальных и переводных (с французского, английского и немецкого языков). Начало литературной деятельности относится к 1830 году. Её повести и сказки, благодаря простоте и задушевности, приобрели в своё время большую известность. Особый успех имела составленная ею «Священная история для детей, выбранная из Ветхого и Нового завета», которая выдержала 9 изданий и получила Демидовскую премию.
Известны также «Волшебные сказки» (1868); «Подарок детям» (1861) «Сочельник» (1864) и др. Она пользовалась в течение многих лет дружбой В. А. Жуковского, о котором и оставила воспоминания («Москвитянин» 1852, № 18 и «Русская мысль», 1883, № 2) — источник первостепенной важности для истории детства Жуковского.

## Сочинения
- Перевод книги: «Эдинбургская темница» Вальтера Скотта. П. 1825. Отзыв о книге: «Московский Телеграф» 1825, No 22.
- «Девица Березница, сказка для детей»; перевод с немецкого Анны Зонтаг. Одесса 1830 г.
- Сказка «Слуга и Господин». («Одесский Альманах» на 1831 г.).
- «Повести и сказки для детей», Анны Зонтаг, СПб. ч. I 1832 г.; ч. II 1833 г. и ч. III 1834 г. Отзывы: «Библиотека для Чтения» 1836, том III, отд. 6; т. VII, отд. 6 и «Северная Пчела» 1844 г., No 25.
- «Блестящий червяк, нравоучительная повесть для детей, сочиненная Анною Зонтаг, издательницей Повестей для детей первого и второго возрастов» (1834 г.). Отзыв: «Библиотека для Чтения» 1834, т. 6, отд. 6.
- «Собрание нравоучительных повестей. Сочинения Беркеня, Кампе, Гизо, Г-жи Зонтаг». Перевод с французского (1835 г.).
- «Детская библиотека, содержащая в себе: любопытные и нравоучительные повести многих иностранных авторов с присовокуплением повести "Голубок", сочинение г-жи Зонтаг». Перев. с франц. М., 1835 г.
- «Священная история для детей; выбранная из Ветхого и Нового завета Анною Зонтаг». 2 части, СПб. (1837). 2 издание M. 1841 г. 3 издание СПб. (1843). 4 изд. (П. 1845), 5 изд. (П. 1849), 6 изд. (П. 1853), 7 изд. (М. 1860), 8 изд. (М. 1864), 9 изд. (М. 1871), Отзывы: «Литерат. приб. к Русскому Инвалиду» 1837, номер 41; VІІІ присуждение Демидовских наград 1839, ст. 183—200 (статья Кочетова); «Северная Пчела» 1837, No 177; «Москвитянин» 1849, No 13, ст. 9—10; Ф. Толль, «Наша детская литература», ст. 157; «Библиотека для Чтения», т. 23. отд. 6; «Отечественные Записки» 1845, т. 40, отд. VІ; «Журнал Министерства Народного Просвещения» 1839, ч. 24, отд. 3.
- «Бальзак в Херсонской губернии». Рассказ А. П. Зонтаг («Современник» 1838, т. XII, стр. 22).
- «Видение Мирзы: Восточная повесть. A. Зонтаг» ("Одесский альманах на 1839 г.). Отзыв: «Библиотека для Чтения» 1839, т. 33, отд. 6.
- «Три комедии для детей». Соч. Анны Зонтаг. СПб, 1842. Отзывы: Плетнев, Сочинения, т. 2, стр. 34. (Мелкие критическ. разборы); «Современник» 1842 г., т. 26, стр. 57; «Отечественные Записки», т. 20, отд. 6, «Северная Пчела» 1844, номер 25; Брандт, «Опыт библиографии обзора русской литературы». СПб. 1842.
- «Новые повести для детей». Соч. Анны Зонтаг. СПб. 1844. Отзывы: «Москвитянин» 1844, ч. 1, номер 2, стр. 570; «Отеч. Зап.» 1844, т. 32, отд. 6; «Современник» 1844, т. 33, стр. 333; т. 34, ст. 103.
- «Сказки в виде альманаха Светлое Воскресенье». II. 1844.
- Альманах «Гостинец» (1850) A. Зонтаг. «Весеннее утро». «Летний вечер». «Зимний вечер».
- Перевод книги Чарльза Диккенса. История Англии. П. 1860. Отзывы: «Звездочка» 1861, ч. LXV, No 93, стр. 231—251; «Книжный Вестник» 1861, т. 9, No 2, стр. 30—31; Толль, «Наша детская литература» 1862, ст. 160—161; «Русский Инвалид» 1863, No 175.
- «Подарок детям в день Светлого Воскресенья, или Собрание детских повестей для первого возраста». А. Зонтаг. С 10 картинами. М. 2 части. 1861. Отзыв: Ф. Толль, «Наша детская литература», СПб. 1862, стр. 73.
- «Сочельник пред Рождеством Христовым, или Собрание повестей и рассказов для детей». A. Зонтаг (ур. Юшкова). С 10 карт. 2 ч. М. 1864. Отзыв: «Книжный Вестник», 1869, ст. 171.
- «Детский театр, или Собрание детских комедий», изд. А. Зонтаг (урожденной Юшковой). С 6 карт. М. 1865.
- «Волшебная сказка для детей первого возраста». A. Зонтаг. С 8 карт. M. 1862. То же Изд. 2-е. М. 1871. Отзывы: Толль, «Наша детская литература». СПб. 1862, ст. 64; «Учитель» 1869, NoNo 9—10, ст. 330—335; «Книжный Вестник» 1862, ст. 30.
- «Детский театр, или Собрание детских комедий с карт». Ан. Зонтаг. М. 1879. Отзыв: В. Соболев, «Педагогический Сборник» 1882, No 2, ст. 308.
- «Сочельник пред Рождеством Христовым, или Собрание повестей и рассказов для детей старшего возраста». Ан. Зонтаг. С 8-ю карт. 1880.
- Рассказ А. П. Зонтаг о Жуковском («Русский Архив» 1883, No 1, стр. 320—323).
- Путешествие в Луну (истинное происшествие). («Русский Архив» 1904, No 12, стр. 589—599).